# Колокольня Домницкого монастыря
Колокольня Домницкого монастыря — колокольня и памятник архитектуры местного значения в Домнице.

## История
Решением исполкома Черниговского областного совета народных депутатов от 26.06.1989 № 130 присвоен статус памятник архитектуры местного значения с охранным № 63-Чг/3 под названием Колокольня. Установлена информационная доска.

## Описание
Входит в комплекс сооружений Домницкого монастыря. Надвратная колокольня и стены монастыря построены в период 1800-1806 годы по заказу графа Ильи Андреевича Безбородко. Также в этот период были построены каменный собор Рождества Богородицы, кельи. Колокольня была перестроена из Николаевской церкви, построенной в 1774 году, предположительно архитектором Джакомо Кваренги или его последователем.
Каменная, двухъярусная, трёхдольная (трёхсрубная) колокольня. Средний участок увенчан полусферическим куполом (не сохранился). Колокольня Домницкого монастыря соединяет архитектурные черты украинского барокко и классицизма.